# Zweibandhechtling
Der Zweibandhechtling (Epiplatys bifasciatus bifasciatus) ist ein westafrikanischer Vertreter der Killifische und gehört gemeinsam mit Epiplatys bifasciatus taeniatus zur Art Epiplatys bifasciatus. Er wird als Aquarienfisch gehalten, jedoch seltener als die farbenprächtigeren Angehörigen der Gattung.

## Vorkommen
Die Art hat unter den der afrikanischen Hechtlingen eines der größten Verbreitungsgebiete und kommt vom Senegal im Westen bis zum Südsudan im Norden und Kongo im Süden vor. Besiedelt werden vor allem kleinere, pflanzenreiche Savannengewässer.

## Erscheinung
Die Fische weisen die für alle Epiplatys-Arten typische hechtähnliche Gestalt mit oberständigem Maul auf. Die männlichen Tieren erreichen in Gefangenschaft eine Gesamtlänge von bis zu sechs Zentimeter, Weibchen bleiben etwas kleiner. Die Grundfärbung ist ein helles Grünblau mit metallischem Schimmer, die Flossensäume weisen eine gelbliche Farbe auf. Arttypisch sind zwei Längsstreifen entlang der Seitenlinie und parallel dazu am Rücken. Die Afterflosse der männlichen Tiere ist spitz ausgezogen, bei den weiblichen Tieren rund. Die Rückenflosse ist relativ klein und setzt erst hinter der Mitte der Afterflosse an. Die Schwanzflosse ist länglich-oval.

## Lebensweise
Der Zweibandhechtling ist wie alle Vertreter der Gattung Epiplatys ein oberflächennah lebender Lauerjäger, der sich vor allem von Insekten, kleineren Wirbellosen und Fischlarven ernährt. Die in der Deckung von Wasserpflanzen stehenden Fische erbeuten ihre Nahrung durch plötzliches Vorstoßen und gelegentlich auch im Sprung.

## Fortpflanzung
Die Fische laichen paarweise. Dabei werden im Verlauf mehrerer Tage bis zu 150 Eier einzeln an Wurzelfasern oder Blätter von Wasserpflanzen angeheftet. Eine Brutpflege findet nicht statt, die Jungfische schlüpfen in Gefangenschaft nach zehn bis zwölf Tagen.
Besonderheiten:
Guma'a (1982) beschreibt eine Lokalvariante aus dem südlichen Sudan, bei der der lebendgebärende Tiere vorkommen. Bei diesen ist hintere Teil des Ovars sackartig umgebildet, die Eier entwickeln sich nach der Befruchtung bis zum Schlupf der Jungfische im Körper der weiblichen Tiere. In Gefangenschaft konnte dies und auch der Begattungsvorgang jedoch noch nicht beobachtet werden.